# Frederico de Amerling

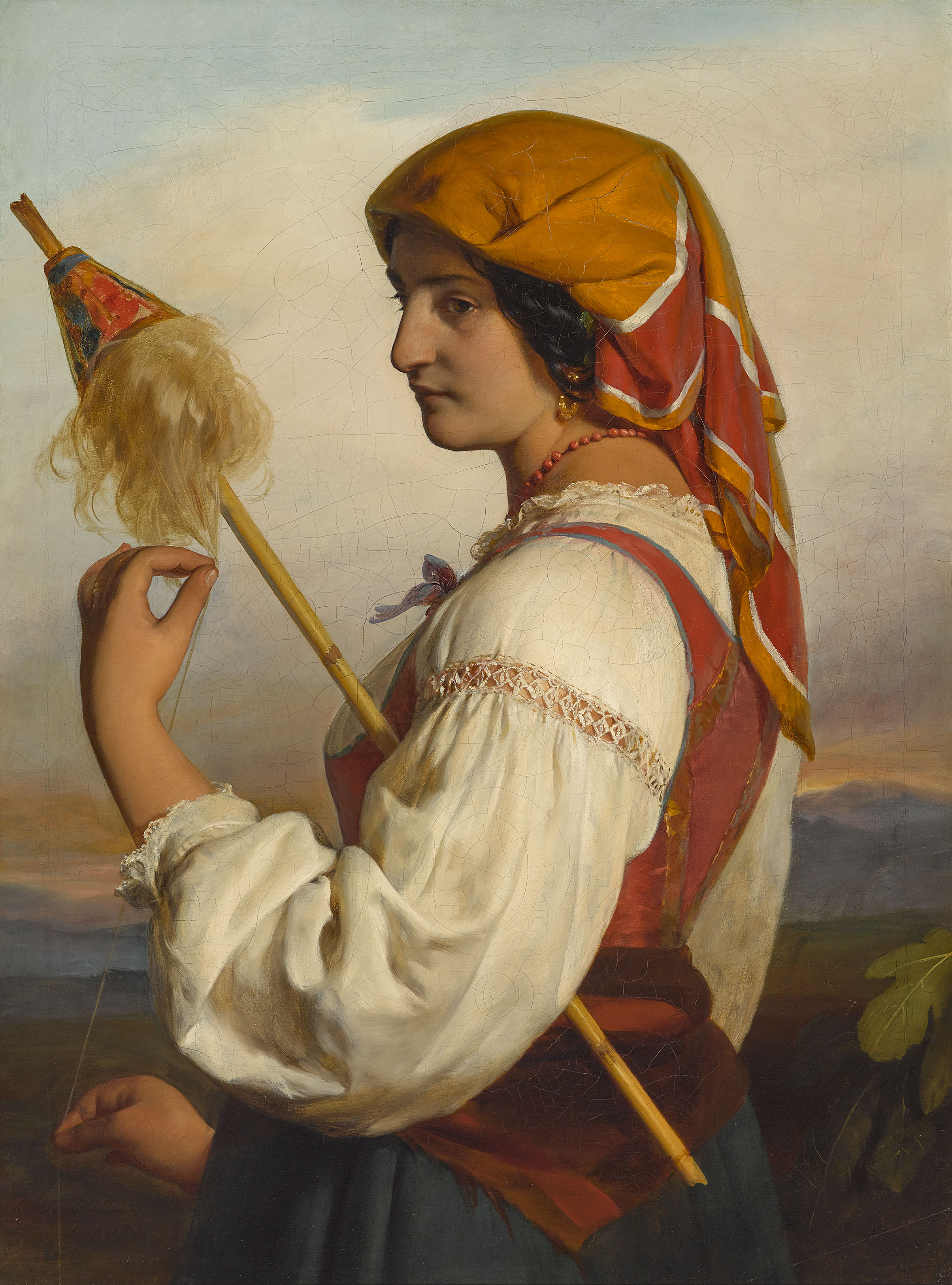
"Chiaruccia" (Römische Spinnerin, 1846)

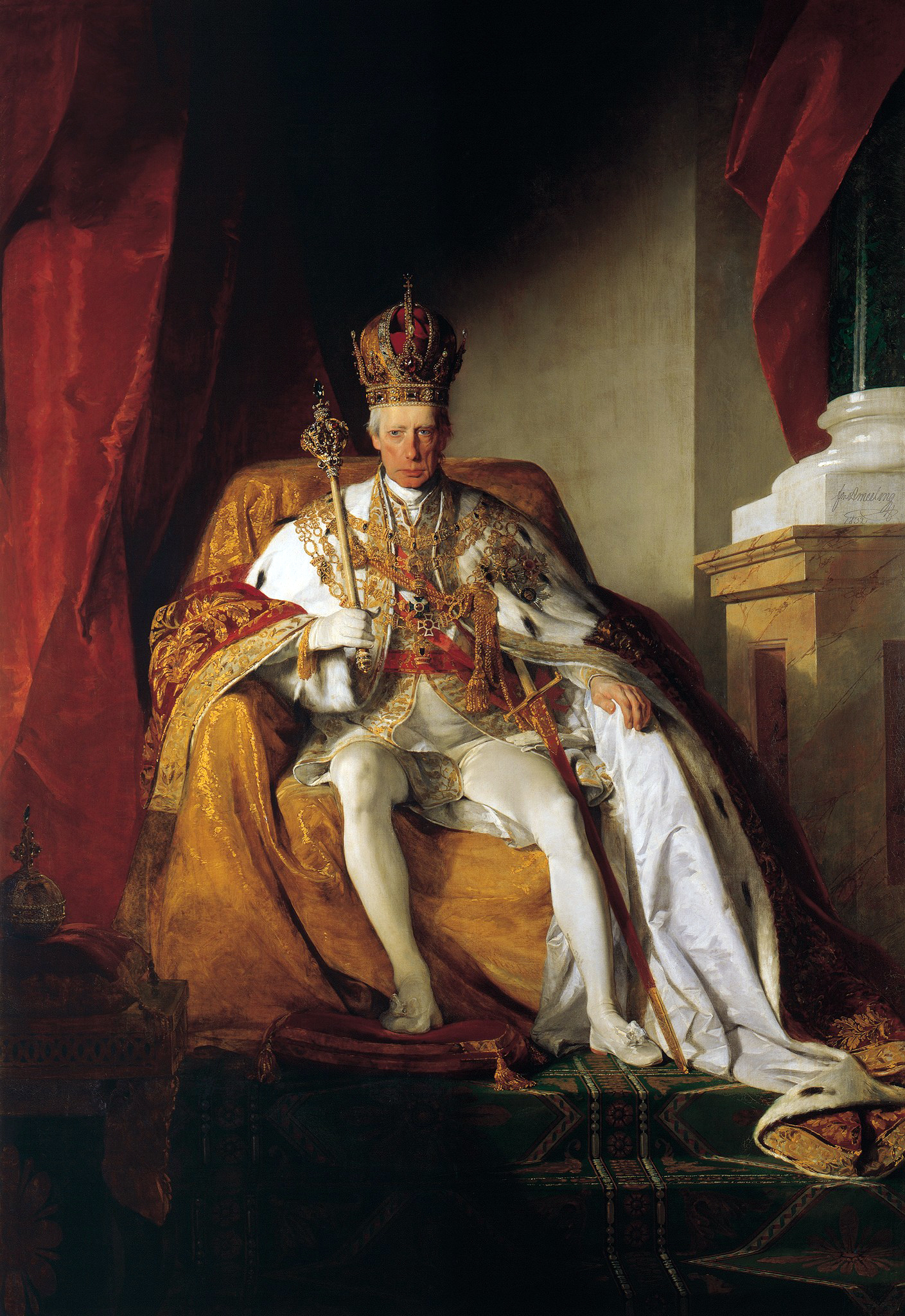
Retrato do Imperador Austríaco Francisco I

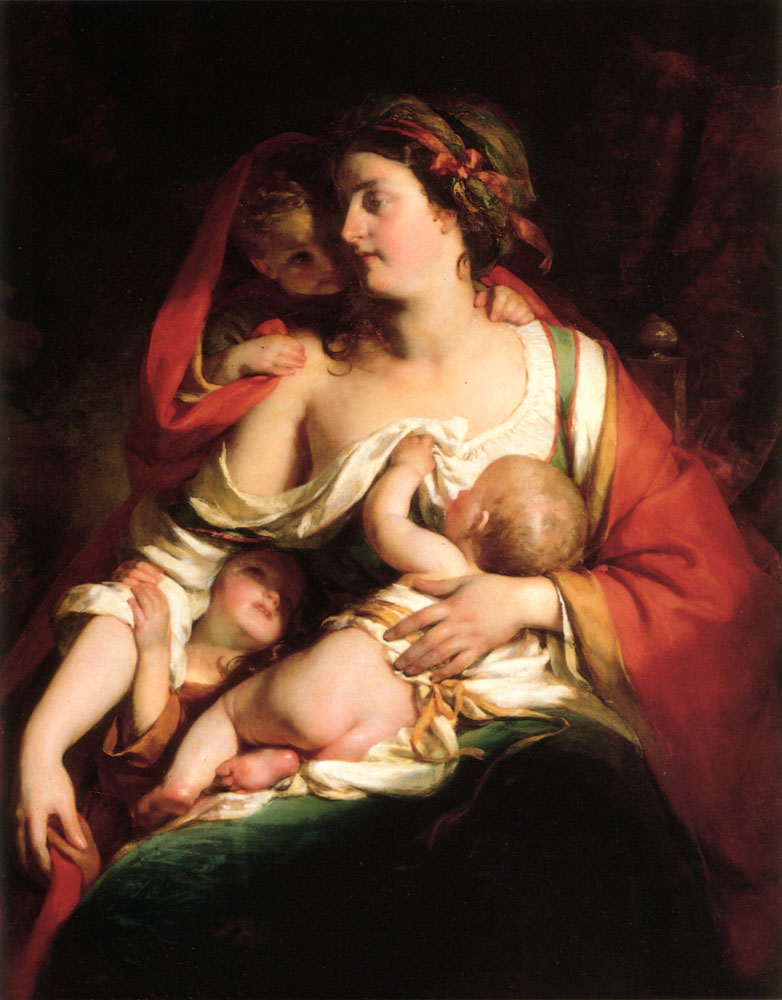
Mãe e filhos

Frederico de Amerling (Viena, 14 de abril de 1803 – 14 de janeiro de 1887) foi um pintor de retratos austro-húngaro na corte de Francisco José l de Aústria. Nasceu em Viena e foi pintor da corte entre os anos de 1835 e 1880. Com Ferdinando Jorge Waldmüller é um dos pintores de retratos austríacos mais notáveis do século 19.

## Biografia
Filho de Francisco Amerling, artífice de aura e prata, e Teresa Kargl. Estudou de 1815 a 1824 na academia das artes de Viena, antes de viajar para Praga , onde estudou na Academia até 1826. Ele esteve de 1827 à 1828 em Londínio, onde ele foi influido pelo pintor de retrato Sénior Tomás Laurêncio. Mais viagens levaram-no a Paris, onde estudou com Horácio Vernet, e Roma; ele depois regressou a Viena, onde depois de 1828, laborou para a corte austríaca, a aristocracia e a classe média. Ele recebeu o prêmio Reichel da academia em Viena em 1829.
Amerling ambulou por: Itália (1836-1838); Holanda (1838); Munique (1839); Roma (1840-1843); Hispânia (1882); Anglia (1883); Grécia (1884); Escandinávia ao Cabo Norte de Noruega (1885); Egipto e Palestina (1886). 
Ele casou-se quatro vezes:
1.º Antônia Kaltenthaler, de 1832 até sua morte, em 1843;
2.º Ecaterina Heissler, de 1844 à 1845, o qual terminou em divórcio;
3.º Emília Henrico, de 1857 até sua morte, em 1880;
4.º Maria Nemetschke de 1881 até sua própria morte.
Em 1878 Amerling foi elevado à nobreza e foi nominado Frederico Ritter von Amerling. Como um dos mais proeminentes artistas de Viena, ele recebeu numerosos e importantes homens literários e músicos (como Francisco Liszt) em casa. Em 1858, ele adquiriu o castelo de Gumpendorf castelo em Viena e mobiliou-o conforme seu gosto, com valiosos tesouros de arte. O edifício foi por isso nominado, em vernáculo, Amerlingschloessl.

## Honrarias
Além de inúmeras outras honrarias, ele recebeu a Orden der Eisernen Krone, em 1879. Após sua morte, em 1887, uma via em Viena foi nominada Amerlingstrasse (Via de Amerling) em sua homenagem. Ele foi sepultado no cemitério central de Viena, onde ele é homenageado com um monumento projetado por João Benk, o qual criou igualmente, em 1902, o monumento de Amerling no parque urbano vienense.
Em 1948, o Correios Austríacos emitiu um selo especial no aniversário de 60 anos da morte de Frederico de Amerling. Em 3 de Março de 2008, o Correios Austríacos emitiu outro selo de Amerling, o qual integrava uma série comemorativa do museu de le em Viena que a Princesa Maria Francisca de Listenstaine igualmente integrava.

## Obras
Amerling criou mais de 1000 obras, a maioria retratos. Ele era o mais popular retratista da aristocracia alta e a grande classe média do período Biedermeier. Os anos de 1830 a 1850 representam o auge de sua obras. Seu estilo tem pontos similares ao de Ingres, a combinação de clareza de contorno com coloração rica. As obras de Amerling foram exibidas em Viena, em 2003. A maior parte de sua obra permanece em Áustria.

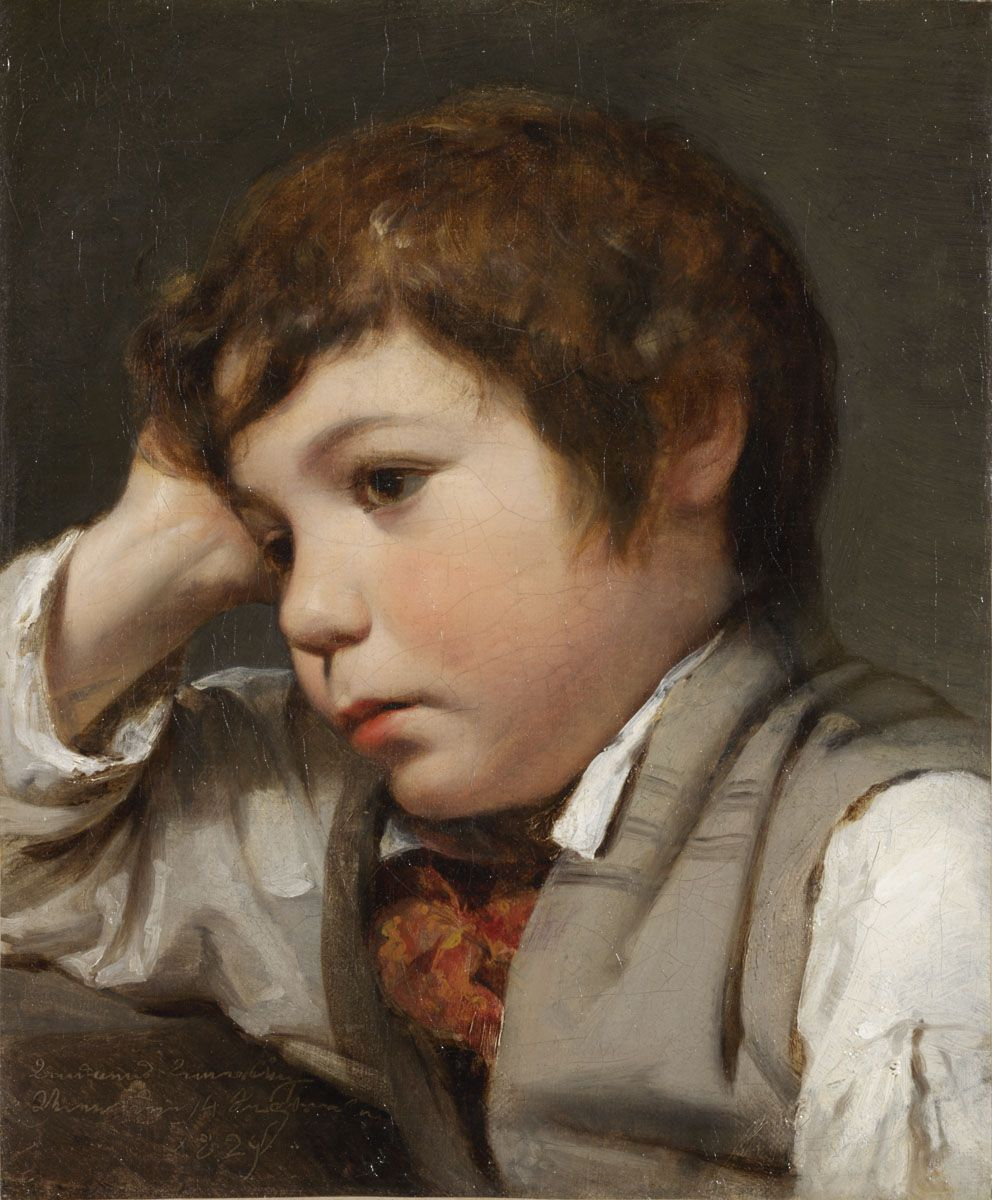
Retrato de André Amerling (1829)
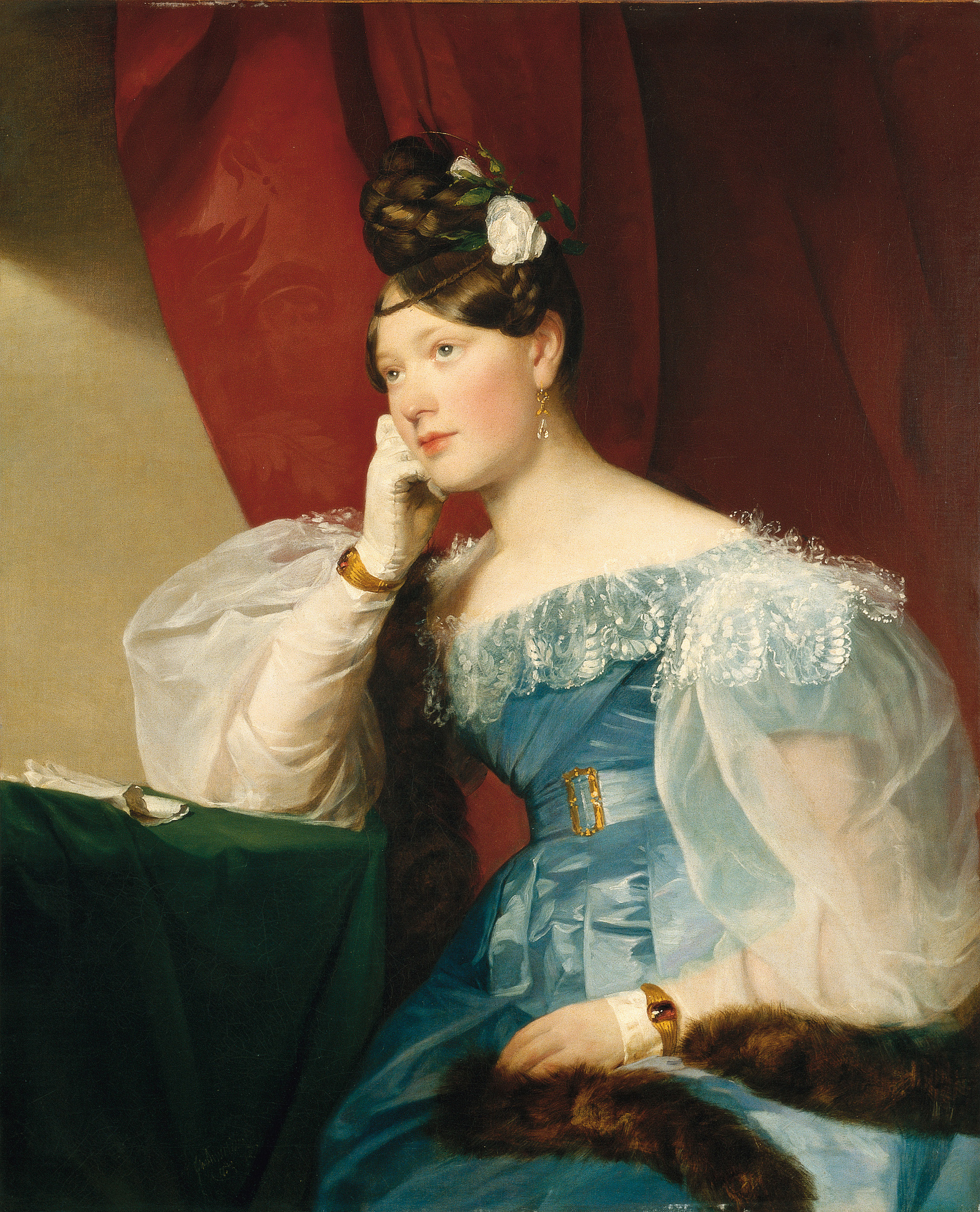
Julia, a Condessa de Woyna (1832)
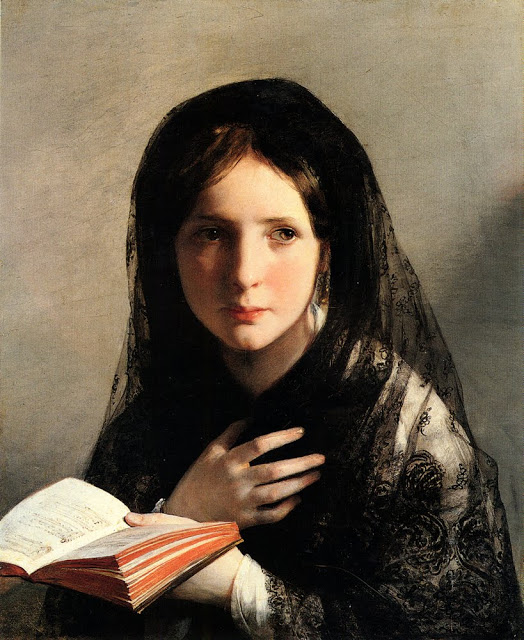
Menina leitora (1835)
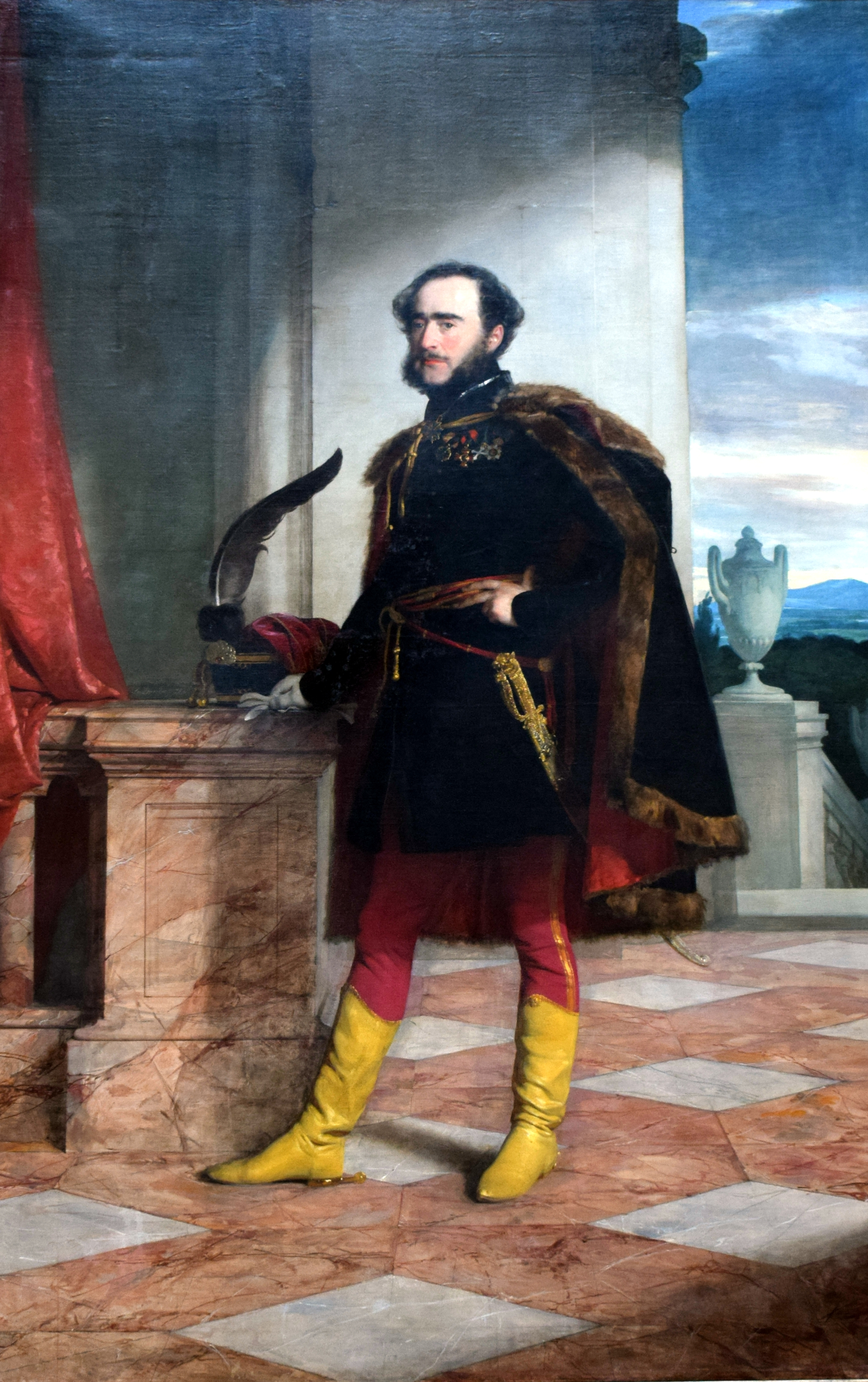
Conde de István Széchenyi (1836)
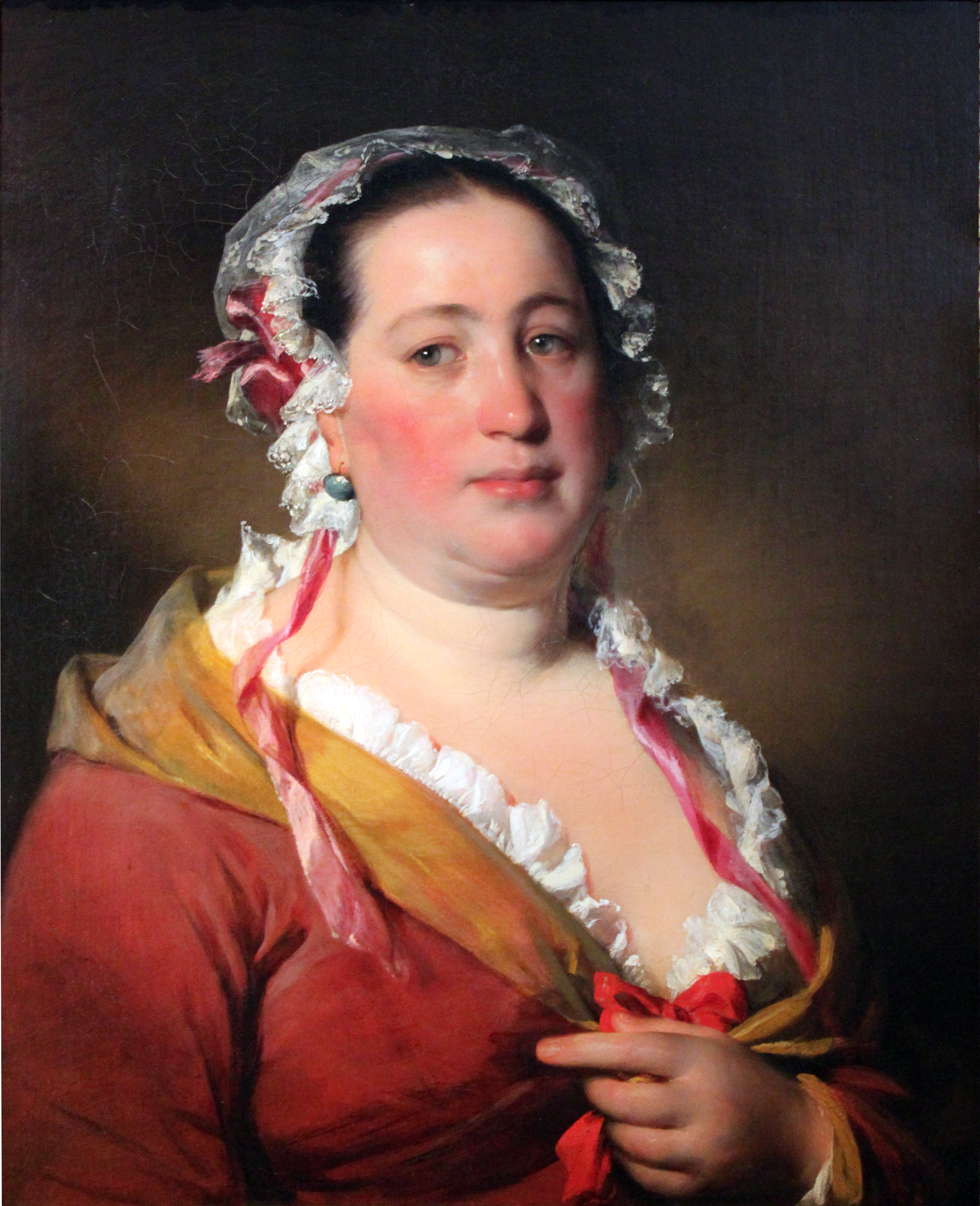
Retrato da Seniora Plach (1850)